# Sandro Bosmans
Sandro Bosmans (* 9. Februar 2001 in Booischot) ist ein belgischer Eishockeyspieler, der seit 2021 bei den Golden Sharks Mechelen in der belgisch-niederländischen BeNe League spielt. Seine ältere Schwester Femke ist ebenfalls belgische Nationalspielerin.

## Karriere
Sandro Bosmans begann seine Karriere in der Jugend der Cold Play Sharks Mechelen. Mit zwölf Jahren ging er nach England auf die Okanagan Hockey Academie. In den Folgejahren folgte eine Tour durch Nachwuchsabteilungen und -akademien in der Schweiz, Kanada, den Vereinigten Staaten und Schweden. 2021 kehrte er nach Mechelen zurück und spielt seither für seinen nunmehr Golden Sharks genannten Stammverein in der belgisch-niederländischen BeNe League.

### International
Für Belgien nahm Bosmans im Juniorenbereich an der U18-Weltmeisterschaft 2017 in der Division II teil.
Für die Herren-Nationalmannschaft spielte Bosmans erstmals bei der Weltmeisterschaft der Division II 2023.

## BeNe-League-Statistik
(Stand: Ende der Spielzeit 2022/23)